# Les Tres Gràcies (Carpeaux)
Les Tres Gràcies és una obra de l'escultor francès Jean-Baptiste Carpeaux de 1874, a partir del grup escultòric La Danse a la façana de l'Òpera Garnier de París, per encàrrec de l'arquitecte Charles Garnier.
El Museu Soumaya de Ciutat de Mèxic, guarda una versió en terracota i una de les reproduccions múltiples en bronze, això últim significa que d'aquesta obra podem trobar una sèrie de còpies arreu del món fetes a partir del motlle original de Carpeaux.

## Història
L'escultura està feta en terracota, i és un original múltiple realitzat per l'artista, després que finalitzarà la Guerra francoprussiana (1870-1871), i amb problemes econòmics de l'època, separant-les del grup de La Danse, per a després tornar-les a unir. Aquestes són de mida més petita.

## Descripción

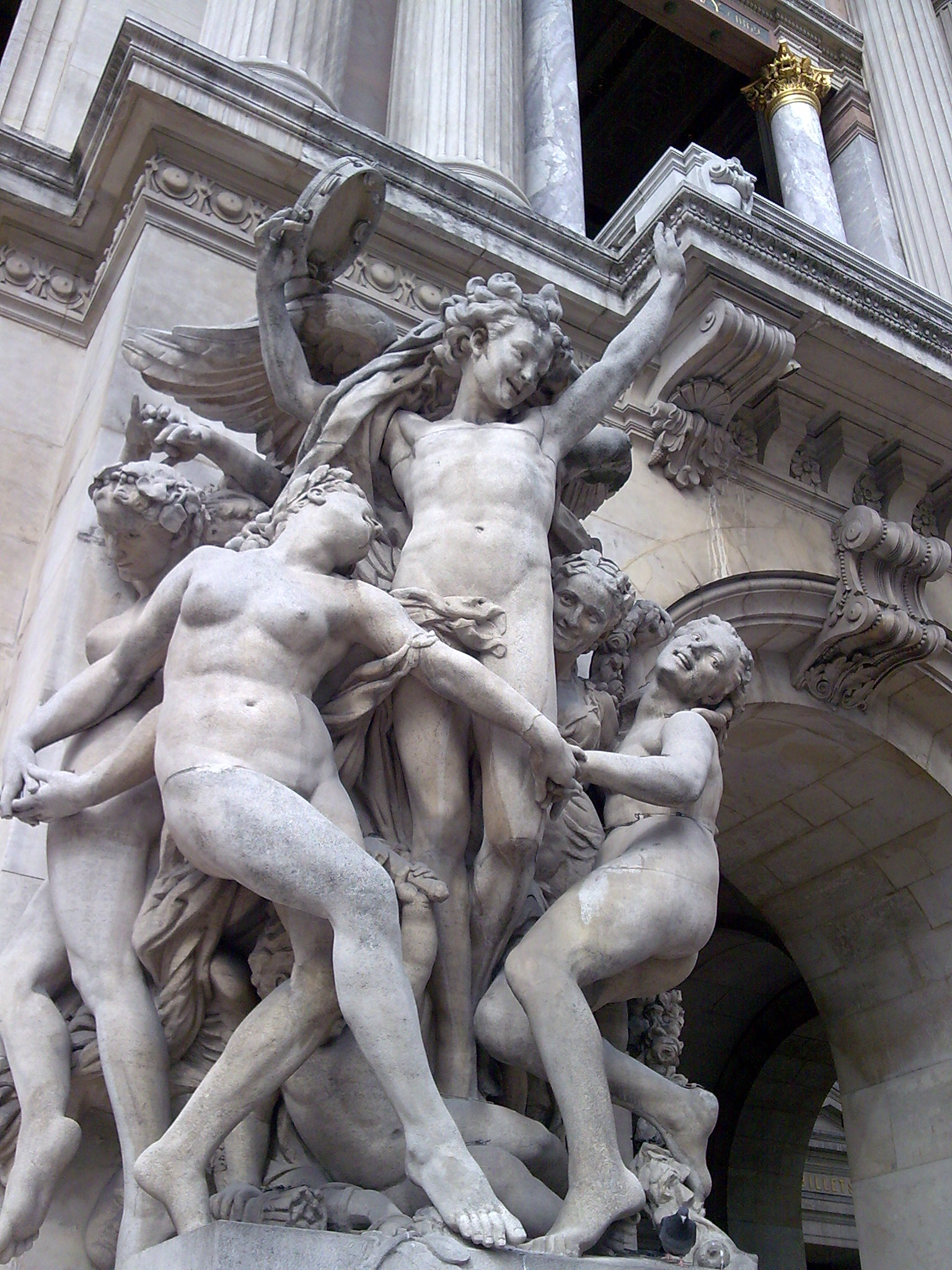
Grup escultòric de La Danse a la façana de l'Ópera Garnier de París.

Al·ludint a un tema de la mitologia grega, l'artista va representar Aglaia, Eufròsine  i Talia, filles del déu Zeus i l'oceànide Eurínome. Es creia que aquestes tres figures traslladaven la bonaventura i portaven pau als mortals. Iconogràficament, Carpeaux les va representar com tres dones joves nues preses de les mans i dansant alegrement, mostren la despreocupació vital de l'abandonament als sentits, fet comú en el moviment del rococó francès, on va poder inspirar-se l'artista.
El conjunt original de La Danse tenia com a objectiu mostrar moviment i fluïdesa en les figures amb l'ús d'escorços i amb el treball dels panys.